# Euro Shopper
Euro Shopper är ett lågprismärke för dagligvaror som lanserades 1996 av Associated Marketing Services (AMS). I Euro Shoppers sortiment ingår främst basvaror med lång hållbarhet, exempelvis pasta, djupfrysta produkter och konserver av olika slag, men även hygienprodukter som tandkräm, disk- och tvättmedel. Oavsett vilket land produkten säljs i är det samma förpackning.
Euro Shoppers produkter säljs av AMS medlemmar i 15 europeiska länder, däribland säljer Ica Euro Shoppers produkter i Sverige. I september 2011 började Ica i Sverige att fasa ut Euro Shopper för att successivt ersätta det med det egna lågprismärket Ica Basic. Ica Basic bygger på ett urval inom varumärket Euro Shopper, men Ica har sett över sortimentet, rensat bort produkter och tagit bort tillsatsen glutamat.

## AMS medlemmar som säljer Euro Shopper-produkter (2008)

Karta över länder där Euro Shopper fanns 2008.

| Kedja:                              | Land:                      |
| Albert Heijn                        | Nederländerna              |
| ICA AB                              | Sverige, Norge             |
| Jeronimo Martins & Filhos SA        | Portugal                   |
| Kesko                               | Finland                    |
| Rimi Baltic                         | Estland, Lettland, Litauen |
| Superquinn                          | Irland                     |
| Hagar (company)                     | Island                     |
| Albert                              | Tjeckien                   |
| Elomas LTD                          | Grekland                   |
| Dansk SG                            | Danmark                    |
| Booker Wholesale inc Premier Stores | Storbritannien             |
| Marktkauf                           | Tyskland                   |